# Parafia św. Józefa Rzemieślnika w Maszkienicach
Parafia św. Józefa Rzemieślnika w Maszkienicach – parafia rzymskokatolicka, znajdująca się w diecezji tarnowskiej, w dekanacie Szczepanów.